# PNB Banka
PNB Banka (d. Norvik Banka)  dawny bank komercyjny na Łotwie, działający w latach 1992–2019. Większościowym udziałowcem tej instytucji finansowej był rosyjski biznesmen Grigorij Guselnikow.

## Historia

### Norvik Banka
Został utworzony 29 kwietnia 1992. Norvik Banka miał sieć oddziałów i punktów sprzedaży na Łotwie, jednak nie był w stanie spełnić odpowiednich wymogów i został uznany przez Europejski Bank Centralny za „bank, który prawdopodobnie upadnie”. Bank Łotwy (główny organ regulacyjny) podjął więc niezbędne działania i wstrzymał wszystkie transakcje, aby zapobiec wypływowi środków poza bank. PNB Banka był szóstym co do wielkości bankiem na Łotwie pod względem sumy aktywów. Na dzień 30 czerwca 2015 suma ta wynosiła 5 700 000 euro. Bank zapewniał szereg różnych usług bankowych szerokiemu gronu klientów, poczynając od osób fizycznych aż po międzynarodowe przedsiębiorstwa przemysłowe.
W październiku 2014 akcjonariusze banku wnieśli wkład w kapitał własny Norvik Banka w wysokości 69,638 mln euro. 16 października 2014 ogłoszono, że Norvik Banka kupił 97,75% udziałów w rosyjskim AKB Vjatka Bank. Vjatka jest regionalnym bankiem komercyjnym z przedstawicielstwami w czterech rosyjskich regionach. Koncentruje się głównie na obsłudze osób prywatnych i jest liderem pod względem wskaźników wydajności banków w rejonie kirowskim. Współczynnik wypłacalności banku na koniec 2014 roku wyniósł 15,1%. Wskaźnik płynności banku osiągnął 58,75% i był większy niż w roku poprzednim, kiedy wynosił 55,38%. Wzrósł zatem o prawie 3,4%. Suma aktywów banku w czerwcu 2018 wyniosła 618,7 mln euro. W 2014 wiodący partner londyńskiego funduszu inwestycyjnego G2 Capital Partners Grigorij Guselnikow został większościowym udziałowcem Norvik Banka.
Na początku 2018 roku rosyjski biznesmen Grigorij Guselnikow i jego rodzina przejęli bezpośrednią kontrolę nad Vjatka Bankiem bez pośrednictwa Norvik Banka.

### PNB Banka
9 listopada 2018 bank zmienił nazwę na PNB Banka motywując tę decyzję kolejnym etapem rozwoju. Prezesem Zarządu PNB Banka był Oliver Bramwell. Zrezygnował z tej funkcji 30 lipca 2019.  15 sierpnia 2019 Europejski Bank Centralny ogłosił upadłość banku.